# Vingåker
Vingåker è una città della Svezia, capoluogo del comune omonimo, nella contea del Södermanland. Nel 2005 aveva una popolazione di 4.362 abitanti.